# Kompasskurs
Kompasskurs är det gradtal på kompassen som man styr efter inom sjöfart.
Inom navigation skiljer man mellan följande begrepp:
- Bäringen till ett föremål är vinkeln mellan nord och ett pejlat föremål – bäringen kan alltså vara 0–359°.
- Riktningen är vinkeln mellan farkostens längslinje och föremålet och alltså kan vara 0–179° babord eller styrbord.
- Kursen är vinkeln mellan nord och farkostens längslinje.